# Frankrijk (Epcot)

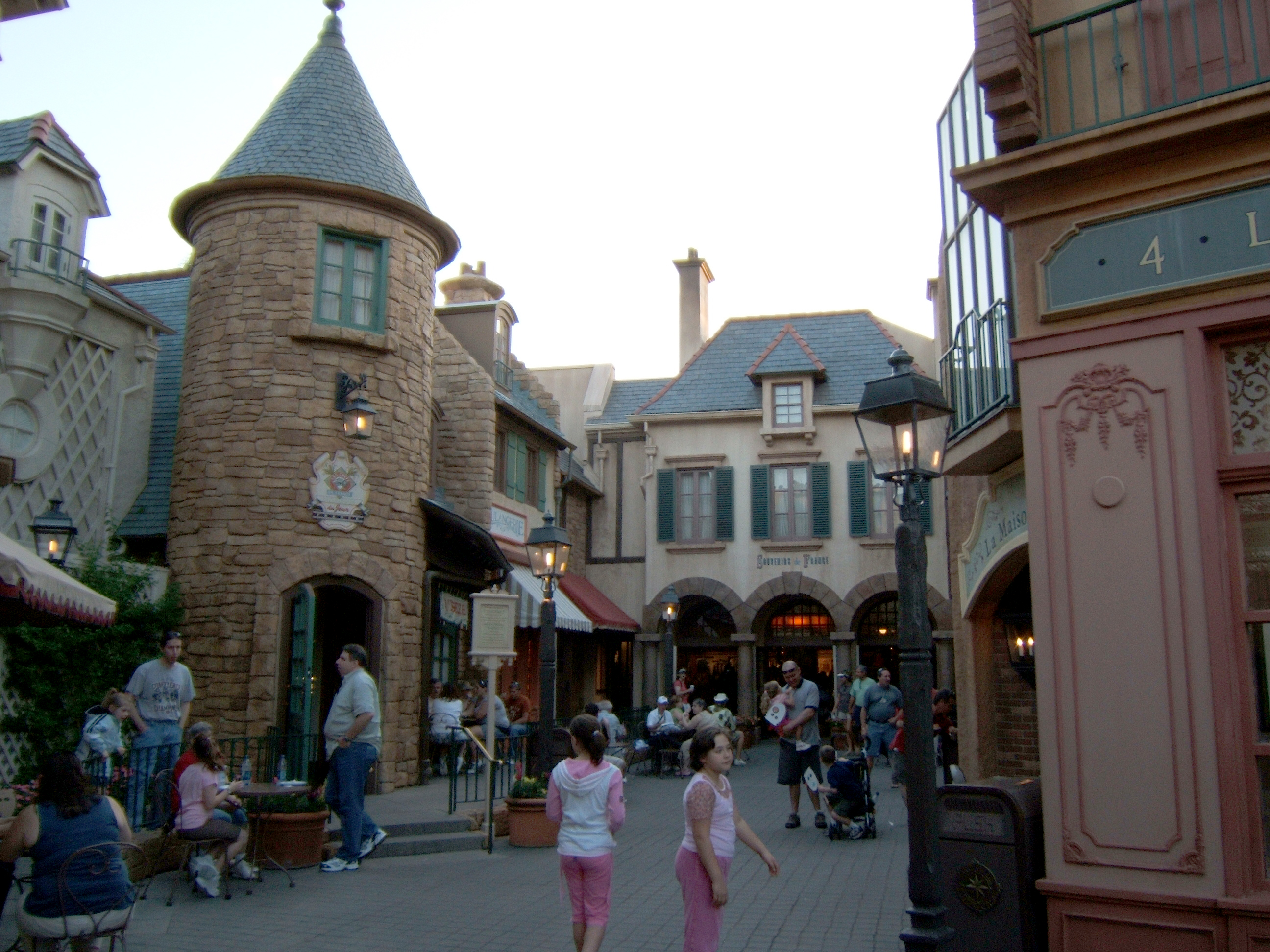
De zijstraat in het paviljoen, met zicht op L'Artisan des Glaces en Boulangerie-Pâtisserie Les Halles

Het paviljoen van Frankrijk is een themagebied in het Amerikaanse attractiepark Epcot. Het thema van dit gebied is georiënteerd rondom Frankrijk en maakt deel uit van het grotere themagebied World Showcase. Het gebied werd geopend op 1 oktober 1982, tezamen met het park zelf.

## Beschrijving
Het paviljoen van Frankrijk is vormgegeven als een stereotypische weergave Parijs, met op de achtergrond een verkleinde replica van de Eiffeltoren. Het paviljoen is toegankelijk vanaf de promenade rondom het World Showcase Lagoon. Vanuit het paviljoen van het Verenigd Koninkrijk ligt een pleintje met midden daarop een typisch Parijse paal voor posters een affiches. Aan het pleintje ligt tevens horecapuntje Crepes des Chefs de France.
Vanaf het pleintje loopt één straat recht het paviljoen in richting de ingang van attractie Impressions de France. Op deze straat liggen waterbekkens met fonteinen. Rechts van deze straat liggen parfumerie Plume et Palette en souvenirwinkel La Signature. Op de kopse kant van de straat ligt de ingang naar Impressions de France. Links van deze straat loopt een klein zijstraatje langs verschillende andere souvenirwinkels, zoals L'Esprit de la Provence en Souvenirs de France. Tevens liggen aan deze straat tafelbedieningsrestaurant Monsieur Paul en ijssalon L'Artisan des Glaces. De zijstraat mondt uit in Boulangerie-Pâtisserie Les Halles, een bakkerij waar Franse gebakjes en broden worden verkocht. Tussen het zijstraatje en de voorzijde van het paviljoen ligt tafelbedieningsrestaurant Chefs de France.
In het paviljoen lopen regelmatig figuren uit de films Belle en het Beest, De Aristokatten en Doornroosje rond. Ook loopt de jongleur Serveur Amusant zo nu en dan door het paviljoen heen.

## Faciliteiten
| - Impressions de France - La Signature - L'Esprit de la Provence - Plume et Palette - Souvenirs de France | - Boulangerie-Pâtisserie Les Halles - Chefs de France - L'Artisan des Glaces - Les Crepes des Chefs de France - Monsieur Paul - Serveur Amusant - Ontmoetingen met figuren uit de films Belle en het Beest, De Aristokatten en Doornroosje |

## Trivia
- De werknemers in het paviljoen die in contact komen met de gasten komen oorspronkelijk uit Frankrijk zelf. Disney regelt via haar internationale programma's dat werknemers bij haar paviljoens ook de nationaliteit hebben van dat paviljoen.[1]